# Fehér Hollók Társasága
A Fehér Hollók Társasága egy ma is létező asztaltársaság.

## Története
A Fehér Hollók Társaságát vígszínházi színészek - Berczy Géza, Fenyő Aladár, Kertész Dezső és Szerémy Zoltán - alapították 1923-ban Szerémy Zoltán kezdeményezésére. Nagypénteken a színházak szünetet tartottak és ezen a napon hajókirándulást tett ez a néhány színész Pestről Visegrádra, Visegrádról Pestre - amit nagy repülésnek neveztek el és elhatározták, hogy máskor is összejönnek ugyanígy. És azért a fehér hollóról nevezték el az asztaltársaságot, mert a népi hagyomány úgy tartja, hogy Nagypénteken mossa a holló a fiát és azért is, mert a másik mondás pedig úgy tartja, hogy Ritka, mint a fehér holló
A nagy repülések mellett kis repüléseken is találkoztak először a Fészek Művészklubban, később pedig a hűvösvölgyi Hársfa vendéglőben, de a "kis repülés"ek törzshelye a Fészek Művészklub maradt. A kis repülések alkalmával a társaság valamelyik tagja adott elő valamilyen érdekes témáról.

A társaság tagjai közé tartoztak pl. Csortos Gyula, Szendrő József, Fedák Sári, Simonyi Mária, Honthy Hanna színművészek, Herman Lipót, Biai Föglein István festőművészek, Kisfaludi Strobl Zsigmond szobrászművész, Boross Elemér újságíró, Balogh István, Dinnyés Lajos.
A Fehér Hollók Baráti Társasága 2013-ban ünnepelte fennállása 90. évfordulóját. Az egyesület tagjai közé tartozó művészek a mai napig megemlékeznek társaságuk megálmodójáról, és arról, hogyan bírta rá Szerémy pályatársait az első hajós színészkirándulásra nagypénteken. Mindig a társaság motorja volt finom, ámde csipkelődő humorával. Hat évig, 1929-ig, egészsége megromlásáig volt tevékeny részese a Hollók rendezvényeinek.
A Fehér Hollók évente vándorserleggel és vándorgyűrűvel díjazzák kiemelkedő munkát végző kollégáikat, akik nem csak a színművészet, hanem más művészeti ág képviselői is lehetnek.
A nagypénteki Fehér Hollók Baráti Társasága egy emléktáblát állított Szerémy emlékére Dunakeszi-Alagon. Az emléktábla szövege: "Szerémy Zoltán a Fehér Hollók alapítója 1861-1934 . Állíttatott 1998. április 13." A tábla az alagi tréningtelep parkjában található.